# Бяди
Бяди — село на востоке Усть-Алданского улуса Якутии, в Дюпсюнском наслеге.
Расположено в 66 км к северо-западу от улусного центра села Борогонцы и в 10 км от села Дюпся. Общая площадь села — 290 га, пастбища — 187 га, земли водного фонда — 72 га, под индивидуальной застройкой и огородами — 9 га.

## Население
| 2002 | 2010 | 2021 |
| ---- | ---- | ---- |
| 307  | ↗316 | ↗335 |

Население в 1989 году — 200 человек, в 2001 году — 306 человек.

## Инфраструктура
В селе расположена центральная усадьба совхоза «Бяди»; основные производства — мясо-молочное скотоводство, мясное табунное коневодство.
В Бяди действуют Дом культуры, начальная общеобразовательная школа, детский сад, учреждения здравоохранения и торговли.
В 2007 году строился водовод «Хачатыма — Бяди — Дюпся» длиной 20 км с 3 насосными станциями. Водовод должен обеспечивать орошение земель и снабжать местных жителей питьевой водой.